# Harari
Harari (amàric ሓረሪ, harari: ሐረሪ), oficialment Estat Regional Nacional del poble Harari (amàric የሓረሪ ሕዝብ ክልል, harari: ዚሐረሪ ኡምመት መሐዲያ ሑስኒ), és una de les nou kililoch (regions ètniques) d'Etiòpia, a la zona oriental. La capital és la ciutat de Harar.

## Població
Les principals ètnies del territori són els oromos (52,3%), amhares (32,6%), hararis (7,1%), i gurages (3,2%). Pel que fa a religions, el 60,3% són musulmans, el 38,2% són cristians ortodoxos i el 0,55% catòlics.

## Història
La ciutat d'Harar fou fundada cap al segle ix (entre el segle VII i el X) i va esdevenir un important nus comercial. Fou part del sultanat d'Ifat. La dinastia Walasma es va traslladar la capital a la regió d'Harar, se suposa que per escapar del control dels generals que dominaven amb el suport dels danakils i somalis de la costa i que amb Ahmad Grañ havia ocupat el poder com a imam. Els sultans walasma es van establir a Dakar a l'est de Harar, i més tard a la mateixa Harar.
Després del 1555 la regió es va veure envaït pels guerrers oromo. El 1559 Harar fou ocupada temporalment. El sultà Nur al-Mujtahid (1552-1567) va construir les muralles de 4 metres d'altura i amb 5 portes conegudes com a Jugol i que es conserven en molt bon estat. Els sultans van encunyar moneda i fou un centre de comerç de les caravanes des de i cap a la costa, i centre cultural musulmà. Al segle xviii i XIX el sultanat va encunyar força moneda.
El 1855 Burton esmenta als habitants d'Harar com una raça diferenciada de 8000 persones amb llengua pròpia habitants dins les muralles; portaven bigoti i eren xenòfobs; la ciutat era l'única permanent de l'Àfrica oriental, les cases eren de pedra i era centre d'ensenyament musulmà. El soldanat d'Harar va quedar sota domini egipci l'octubre de 1875 quan la ciutat fou ocupada i el soldanat formalment abolit, però va recuperar la independència el 1884 quan els egipcis es van retirar i els britànics van decidir el restabliment del soldà el 1885. El 1887 Harar fou ocupada pels etiòpics; l'exèrcit de Menelik II va envair el sultanat i va derrotar les forces locals a la batalla de Chelengo (6 de gener de 1887) annexionant el territori; el cosí de Menelik II, Balambaras (després Ras Makonen Walda-Mikael) fou nomenar primer governador. Amb la creació de la línia fèrria Addis Ababa-Djibouti la ciutat va perdre importància. La via no va passar per la ciutat com estava inicialment previst, per estalviar diners en la construcció. La fundació de Dire Dawa com estació del ferrocarril, va suposar l'emergència d'una alternativa a Harar. Aquesta no obstant fou la capital de la província d'Hararghe.
Als anys cinquanta del segle XX l'antropòleg Sideny Waldron encara descrivia als habitants de manera similar a Burton, i els xifrava en 15.000; els va donar el nom de Ge usu (poble de la ciutat) establint que eren una barreja (al llarg de segles) entre comerciants àrabs i habitants locals. Sota els emperadors etíops va ser la seu de l'Acadèmia Militar imperial. Va arribar a 60.000 habitants vers 1965 però la ciutat, que havia estat uns anys abans la segona d'Etiòpia, havia estat sobrepassada per Asmara i Dire Dawa.
A la caiguda de la monarquia fou teatre d'intensos combats entre etíops i el Front d'Alliberament de Somàlia Occidental. De l'octubre del 1977 al gener del 1978 els somalis que ja dominaven el 90% de l'Ogaden, van provar d'ocupar Harar defensada per 40000 etíops, 1500 soviètics i 11.000 cubans. Van arribar als afores de la ciutat el novembre, però estaven massa cansats i mancats de material per ocupar-la i es van haver de retirar a l'espera del contraatac etíop-cubà. L'ofensiva etíop cubana es va produir el febrer: d'un costat van atacar a les forces somalis a la zona d'Harar però de l'altra van fer un by-pass per Marda (defensat pels somalis) entre Jijiga i la frontera somali, i així van poder atacar als somalis des de dues direccions. Van reconquerir Jijiga on en dos dies van morir 3000 defensors; la defensa somali es va enfonsar i els etíops i cubans van reconquerir l'Ogaden en les següents setmanes.
El 1991 els ge usu (o gey usu) com a poble van ser reconeguts pel Govern de Transició (anomenats nació harari). La Lliga Nacional Harari, formada poc abans a instàncies del Front Democràtic Revolucionari Popular Etíop, tenia l'encàrrec de representar els hararis. Es va reconèixer el dret harari sobre la ciutat emmurallada d'Harar i 360 km² a l'entorn. L'aliança exclusiva de la Lliga amb el Front Popular d'Alliberament de Tigre i el seu lideratge exclusivament harari van portar a tensions que van provocar el 1992 la divisió del partit i es va formar el Partit Democràtic Unit Harari (conegut com a Hadiyuppa) de caràcter més transversal tot i que també de lideratge de majoria Ge usu. Aquestes tensions van fer impossible la celebració de les eleccions del Consell Regional Provisional (1992) el Govern de Transició va entregar el poder a la Lliga, que va poder nomenar els membres del Consell (nomenant la totalitat amb membres de la Lliga), el que va garantir als hararis el poder regional almenys fins al 1995 i després l'establiment de la regió a la constitució d'Etiòpia i el seu control.
A les eleccions del 1995, fetes amb la Lliga al poder, aquesta va aconseguir la totalitat dels escons regionals dins la ciutat; segons la norma establerta els partits ètnics hararis competirien per la totalitat dels escons dins de la ciutat (el 50%) i els oromos i amhares pels de la regió; això va acabar portant a un repartiment paritari dels escons regionals (actualment 18 escons són per la Lliga Nacional Harari i altres 18 per l'Organització Popular Democràtica Oromo), però el poder legislatiu està en mans de l'assemblea de la ciutat que és la que aprova lleis que no poden ser oposades pels diputats de fora de la ciutat que conformen una segona assemblea (secundària); a més l'assemblea de la ciutat té dret de veto sobre les propostes de l'assemblea secundària de la regió.
Després del període interí, Abdulahi Idris Ibrahim va accedir a la presidència regional; sobtadament va dimitir el setembre de 1999 al·legant motius d'edat i salut, però els rumors deien que havia dimitit després de rebre un suborn. Sota la presidència interina de Gazali Mohammed es van celebrar el 31 d'agost de 2000 les eleccions regionals en què hararis i oromos van intentar agafar el nombre màxim d'escons, portant a disputes que van portar a no fer públics els resultats. Després d'una interinitat de Nuria Abdulahi, finalment Fuad Ibrahim, de la Lliga Nacional Harari, fou designat president (el president de la Lliga Abdulwasi Abdibor, estava malalt i va morir l'agost del 2006); a les eleccions del 2005 la Lliga va aconseguir els 18 escons de la ciutat, i la OPDO 14 dels 18 de la regió (4 van ser per les coalicions de l'oposició etiòpica); Murad Abdulhadi va pujar a la presidència regional el 3 d'octubre el 2010 l'oposició no hi va participar i la Lliga va agafar el 18 escons de la ciutat i l'OPDO els 18 de la regió; Abdulhadi va restar com a president.

## Nació harari
Els harari són un poble semita descendent dels axumites establerts a la zona en una posició militar, barrejats amb emigrats comerciants àrabs; la seva llengua és l'harari o adareñña, l'única llengua semita en un territori rodejat de parlants de llengües cuixites; fa pocs anys l'alfabet gueez (ge'ez) va substituir l'alfabet àrab que fins aleshores s'utilitzava per escriure la llengua.

## Presidents del Comitè Executiu
- Haji Gotu (HNL) 1992-1995
- Abdulahi Idris Ibrahim (HNL) 1995 - Setembre 1999
- Gazali Mohammed (HNL) Setembre 1999 - Setembre 2000
- Sra. Nuria Abdulahi Setembre- Octubre 2000 (interina)
- Fuad Ibrahim (HNL) Octubre 2000 - 3 Octubre 2005
- Murad Abdulhadi (HNL) 3 Octubre 2005 - actual